# Coleophora pseudodirectella
Coleophora pseudodirectella is een vlinder uit de familie kokermotten (Coleophoridae). De wetenschappelijke naam is voor het eerst geldig gepubliceerd in 1959 door Toll.
De soort komt alleen voor in Polen.